# Brioni (Enrico Fonda)
Brioni è un dipinto di Enrico Fonda. Eseguito nel 1924, appartiene alle collezioni d'arte della Fondazione Cariplo.

## Descrizione
Anche noto con il titolo Paesaggio con alberi e mare, il dipinto appartiene ad una serie di sei paesaggi istriani di resa materica densa e di impianto cromatico uniforme, di proprietà della Fondazione Cariplo. La località raffigurata è nell'arcipelago delle isole Brioni, nei pressi della costa croata.

## Storia
I dipinti della serie appartennero fino al 1965 alla collezione del Credito di Venezia e del Rio de la Plata; passarono al patrimonio dell'Istituto Bancario Italiano e da lì alle collezioni d'arte della Fondazione Cariplo nel 1991.